# Stuttgart Universität
Stuttgart Universität (niem: Bahnhof Stuttgart Universität) – przystanek kolejowy w Stuttgarcie w okręgu Vaihingen, w kraju związkowym Badenia-Wirtembergia, w Niemczech. Według DB Station&Service ma kategorię 4. Znajduje się na linii Stuttgart Hbf – Stuttgart Österfeld, na terenie kampusu Uniwersytetu w Stuttgarcie. Jest obsługiwany przez pociągi S-Bahn.

## Linie kolejowe
- Linia Stuttgart Hbf – Stuttgart Österfeld

## Połączenia
| Linia | Trasa |
| ----- | --- |
| S1    | Kirchheim (Teck) – Wendlingen – Plochingen – Esslingen – Neckarpark – Bad Cannstatt – Hauptbahnhof – Universität – Vaihingen – Rohr – Böblingen – Herrenberg |
| S11   | Neckarpark – Bad Cannstatt – Hauptbahnhof (tief) – Universität – Vaihingen – Rohr – Böblingen – Herrenberg                                                   |
| S2    | Schorndorf – Fellbach – Waiblingen – Bad Cannstatt – Hauptbahnhof – Universität – Vaihingen – Rohr – Flughafen/Messe – Filderstadt                           |
| S3    | Backnang – Winnenden – Waiblingen – Bad Cannstatt – Hauptbahnhof – Universität – Vaihingen – Rohr – Flughafen/Messe                                          |